# توجو مزراحی
توجو مزراحی (عربی مصری: توجو مزراحى؛ ۲ ژوئن ۱۹۰۱ – ۵ ژوئن ۱۹۸۶) کارگردان فیلم، هنرپیشه و فیلم‌نامه‌نویس اهل مصر بود.

## زندگی‌نامه
توجو مزراحی در اسکندریه، مصر در خانواده ای یهودی با اصالت ایتالیایی متولد شد.